# Red (Taylor’s Version)
Red (Taylor’s Version) — второй перезаписанный студийный альбом американской певицы Тейлор Свифт, вышедший 12 ноября 2021 года на лейбле Republic Records. Это перезаписанная версия четвёртого студийного альбома Свифт, Red (2012), следующий за её первым перезаписанным альбомом Fearless (Taylor’s Version), который был выпущен в апреле 2021 года. Перезапись является контрмерой Свифт против изменений владения мастер-записями её первых шести студийных альбомов.
Red (Taylor’s Version) состоит из 30 треков и включает в себя перезаписанные версии 20 песен из делюксового издания Red и благотворительного сингла 2012 года «Ronan»; шесть новых треков «из Убежища», которые были предназначены для альбома 2012 года; 10-минутной полной версии фаворита фанатов «All Too Well»; и собственные версии Свифт «Better Man» (2016) и «Babe» (2018), которые она написала, но были записаны и выпущены американскими кантри-группами Little Big Town и Sugarland, соответственно.
Свифт и Кристофер Роу продюсировали большую часть Red (Taylor’s Version), а остальными занимались Аарон Десснер, Джек Антонофф, Пол Миркович, Espionage, Тим Блэксмит, Danny D и Эльвира Андерфьярд. Шеллбэк, Джефф Бхаскер и Бутч Уокер также вернулись, чтобы продюсировать перезаписанные версии треков, над которыми они ранее работали в 2012 году. Певцы Фиби Бриджерс и Крис Стэплтон были представлены в альбоме вместе с оригинальными соавторами Гэри Лайтбоди из Snow Patrol и Эдом Шираном.
После выпуска Red (Taylor’s Version) был встречен широким одобрением музыкальных критиков, которые восхищались вокальным исполнением Свифт, деталями производства и новыми треками. Обозреватели описали расширенный альбом как классический поп-альбом с элементами кантри и электронной музыки. Тематика альбома затрагивает различные аспекты любви, жизни, потерь и душевной боли. Вокал Свифт, улучшенное качество производства и новые треки часто получали высокую оценку в рецензиях. Red (Taylor’s Version) побил ряд коммерческих рекордов, включая самую большую неделю продаж виниловых пластинок в истории MRC Data и рекорд Spotify по количеству потоков за один день для альбома женского исполнителя. Альбом возглавил чарты в Аргентине, Австралии, Канаде, Ирландии, Новой Зеландии, Норвегии, Шотландии и Великобритании. В США альбом Свифт стал четвертым номером один в чарте Billboard 200 менее чем за 16 месяцев, что сделало её самой быстрой исполнительницей, собравшей четыре альбома номер один.

## Предыстория
Четвёртый студийный альбом Свифт Red вышел 22 октября 2012 года на лейбле Big Machine Records. Он показал, что Свифт вышла за пределы своих кантри-корней и стала исследовать поп-музыку, включающую множество жанров. Работа была встречена в целом положительными отзывами и коммерческим успехом. Он дал Свифт первую песню, достигшую первого места в американском хит-параде Billboard Hot 100, альбомный лид-сингл «We Are Never Ever Getting Back Together» и другие успешные синглы 2012—2013 годов, такие как «I Knew You Were Trouble», «22» и «Everything Has Changed». Red стал первым для Свифт чарттоппером в Великобритании и её альбомом с наибольшим числом синглов в top-10. На протяжении многих лет Red собирал похвалу критиков за демонстрацию мастерства и универсальности Свифт. Он стал одним из самых известных альбомов 2010-х годов и вошёл во многие списки лучшей музыки конца десятилетия. Журнал Rolling Stone поместил его на 99 место в списке 500 величайших альбомов всех времён. По состоянию на июнь 2021 года только в США тираж Red превысил 7,5 млн альбомных эквивалентных единиц.
Согласно контракту с Big Machine, Свифт выпустила шесть студийных альбомов вместе с этим лейблом с 2006 по 2017 год. В конце 2018 года срок действия контракта с лейблом истек, после чего она прекратила сотрудничество с Big Machine и подписала новый контракт с Republic Records, подразделением Universal Music Group, что обеспечило ей права на владение мастер-записями новой музыки, которую она выпустит. В 2019 году американский бизнесмен Скутер Браун и его компания Ithaca Holdings приобрели Big Machine. В рамках приобретения право собственности на мастер-записи первых шести студийных альбомов Свифт, включая Red, перешло к Брауну. В августе 2019 года Свифт осудила покупку лейбла Брауном и объявила, что перезапишет свои первые шесть студийных альбомов, чтобы самой владеть их мастер-записями. В ноябре 2020 года Браун продал мастер-записи Shamrock Holdings, американской частной инвестиционной компании, принадлежащей семье Диснеев, на условиях, что Браун и Ithaca Holdings будут продолжать получать финансовую прибыль от альбомов. Свифт начала перезаписывать альбомы в ноябре 2020 года.
Fearless (Taylor’s Version), первый из её шести перезаписанных альбомов, был выпущен 9 апреля 2021 года. Он получил успех как у критиков, так и в коммерческом плане, дебютировал на первом месте в чарте Billboard 200 и стал первым перезаписанным альбомом в истории, возглавившим чарт, вернувшись на первое место спустя 13 лет после первоначального релиза в 2008 году. Все его синглы, «Love Story (Taylor’s Version)», «You All Over Me» и «Mr. Perfectly Fine», достигли позиции в первой десятке Billboard Hot Country Songs, первый из которых стал её первым номером один в чарте со времен «We Are Never Ever Getting Back Together» и сделал её лишь второй исполнительницей в истории, возглавившей чарт с оригиналом и перезаписью одной и той же песни, после «I Will Always Love You» Долли Партон.

## Композиция
Red (Taylor’s Version) был описан как поп-альбом, с инструменталом и элементами электронной музыки, содержащий песни в стиле кантри, синти-поп и арена-рок. Все треки альбома, за исключением треков «from the Vault», музыкально идентичны их оригинальным записям 2012 года, за исключением «Girl at Home», которая сейчас записан в стиле электропоп.

## Маркетинг

### Релиз и промокампания
18 июня 2021 года Свифт объявила, что Red (Taylor’s Version), перезаписанный выпуск Red, выйдет 19 ноября 2021 года. Он должен содержать все 30 песен, которые должны были быть в версии 2012 года. Свифт выложила тизер оригинальной 10-минутной версии «All Too Well» как часть трек-листа, она была «вероятно 20-минутной песней» по словам американского автора песен Лиз Роуз, которая была соавтором нескольких треков в первых двух студийных альбомах Свифт, Taylor Swift (2006) и Fearless (2008).
Свифт написала «All Too Well» в 2010 году как первую песню для альбома Red после чего она контактировала с Лиз Роуз и попросила её сократить трек до 10 минут. Финальная версия «All Too Well», вошедшая в альбом 2021 года имела продолжительность всего 5 с половиной минут, но всё равно осталась самой длинным треком диска.
Наряду с анонсированием стали доступны предварительные заказы на цифровой альбом.
Английский певец Эд Ширан, появившись в программе The Official Big Top 40 27 июня 2021 года, подтвердил своё участие в Red (Taylor’s Version), заявив, что он уже перезаписал «Everything Has Changed», дуэт со Свифт, который появился на Red (2012). Благотворительный сингл Свифт 2012 года, «Ronan», также был включен в альбом, что 30 июля 2021 года было подтверждено её соавтором и матерью героя песни, Майей Томпсон. 5 августа 2021 года Свифт опубликовала в своих социальных сетях загадочное видео, создавая словесную головоломку. Улики, найденные фанатами в Интернете, включают «Крис Стэплтон», «Фиби Бриджерс», «Babe», «Better Man» и «All Too Well Ten Minute Version».
Одновременно с этим в интернет-магазине Свифт появились предварительные заказы на компакт-диски CD с альбомом. Официальный трек-лист альбома она опубликовала 6 августа 2021 года. Перед тем, как выпустить какую-либо песню из Red (Taylor’s Version), Свифт выпустила трек «Wildest Dreams (Taylor’s Version)», который должен появиться в перезаписи её студийного альбома 2014 года, 1989. Она объяснила это тем, что смотрела как «Wildest Dreams» (2015) набирает популярность на TikTok и считает, что фанатам стоит узнать её версию.
30 сентября 2021 года Тейлор Свифт объявила о том, что альбом выйдет на неделю раньше, 12 ноября 2021 года. Она подтвердила, что на той же неделе выйдут виниловые пластинки.
Фрагмент заглавного трека «Red (Taylor’s Version)», представлен в тизере, опубликованном Свифт 24 октября, где она в красном платье, красном кольце с обложки альбома, а также показывает множество красной одежды и аксессуаров. 5 ноября на сайте Good Morning America Свифт представил тизер All Too Well: The Short Film, короткометражного фильма, основанного на одноимённой песне и названного в его честь, который выйдет 12 ноября вместе с альбомом. В тизере был показан старинный автомобиль, проезжающий по дороге, окаймленной осенним лесом, и что он был написан и снят режиссёром Свифт, в главных ролях она, актриса Сэди Синк и атёр Дилан О’Брайен. 11 ноября официальный постер к фильму был опубликован в её социальных сетях, за которым последовал короткий тизер 24-го трека альбома «Babe (Taylor’s Version)» на Tumblr.
Свифт продвигала альбом во всех трёх ночных шоу американской телекомпании NBC; она участвовала в ток-шоу The Tonight Show Starring Jimmy Fallon и Late Night with Seth Meyers, которые транслировались один за другим 11 ноября, за которым последует выпуск альбома в полночь, и она должна стать музыкальным гостем живого скетч-комедийного шоу Saturday Night Live 13 ноября, её пятое появление на этом шоу. Свифт стала партнером Starbucks в ознаменование выпуска Red (Taylor’s Version), который совпал с «праздничным сезоном красных чашек» компании; клиенты могли заказать любимый кофейный напиток Свифт, просто заказав «Taylor’s Latte» («Латте Тейлора»), в то время как её музыка, включая альбом, звучала в магазинах Starbucks.
Свифт выпустила четыре сборника из шести песен, Red (Taylor’s Version): Could You Be the One Chapter, Red (Taylor’s Version): She Wrote a Song About Me Chapter, Red (Taylor’s Version): The Slow Motion Chapter и Red (Taylor’s Version): From The Vault Chapter, соответственно 13, 18, 25 и 31 января 2022 года.

### Художественное оформление
На обложке Red (Taylor’s Version) изображена Свифт в бежевом бушлате и бархатной рыбацкой кепке «Matti» бордового цвета, сидящей в винтажном кабриолете Chevrolet 1932 года на осеннем фоне. Джанесса Леоне разработала шляпу, которая была распродана на сайте Леоне. Свифт также носит на пальце фирменное кольцо Red на обложке, разработанное ювелиром Кэти Уотерман; она носила фирменное кольцо Love Уотермана, подаренное ей дочерью Клэр Винтер Кислингер в 2011 году, когда она писала оригинальную версию Red (2012).

### Синглы
15 ноября 2021 года трек «I Bet You Think About Me» при участии Криса Стэплтона появился на американских кантри-радиостанциях в качестве сингла из этого альбома. В тот же день десятиминутная версия песни «All Too Well» с цифровой обложкой была доступна для скачивания на сайте Свифт в качестве промосингла. Песня дебютировала на вершине Billboard Hot 100 и стала восьмым номером один для Свифт в этом чарте и самой длинной песней номер один в истории, превзойдя предыдущего рекордсмена «American Pie (Parts I and II)» певца Дона Маклина. «Message in a Bottle» появилась на американских поп-радиостанциях позже в том же месяце.

## Отзывы
| Совокупная оценка      | Совокупная оценка |
| Источник               | Оценка            |
| ---------------------- | ----------------- |
| AnyDecentMusic?        | 8.6/10            |
| Metacritic             | 91/100            |
| Оценки критиков        |                   |
| Источник               | Оценка            |
| The A.V. Club          | A–                |
| Clash                  | [ 61 ]            |
| The Guardian           | [ 62 ]            |
| i                      | [ 63 ]            |
| The Independent        | [ 23 ]            |
| The Line of Best Fit   | [ 64 ]            |
| The New Zealand Herald | [ 27 ]            |
| NME                    | [ 65 ]            |
| Pitchfork              | [ 66 ]            |
| Rolling Stone          | [ 25 ]            |
| Slant                  | [ 67 ]            |
| Sputnikmusic           | [ 68 ]            |
| Vinyl Chapters         | [ 69 ]            |

Red (Taylor’s Version) был встречен с широким одобрением музыкальных критиков и интернет-изданий. Он получил 91 из 100 баллов на интернет-агрегаторе Metacritic на основе 16 обзоров, что указывает на «всеобщее признание». Это проект с наивысшим рейтингом в карьере Свифт.
В восторженной рецензии Лидия Бургхэм из The New Zealand Herald назвала альбом магнум опусом Свифт и утверждала, что «Red всегда был запутанной паутиной звуков и эмоций», но его перезапись и включение ранее не слышанных песен добавляют больше слоёв к альбому, на этот раз говоря «много о том, что этот альбом значит для Свифт». Музыкальный критик журнала Rolling Stone Роб Шеффилд написал, что «новый Red стал ещё лучше, ярче, глубже», опираясь на взрослый голос Свифт. Хелен Браун из The Independent заявила, что Red (Taylor’s Version) — это «лучшая, яркая версия потрясающего поп-альбома».
Ханна Милреа из журнала NME похвалила новые добавленные треки к альбому, подчеркнув более резкое качество продукции и «инструментарий, который становится все более актуальным». Бет Киркбрайд написала в журнале Clash, что с новыми дополнениями Red (Taylor’s Version) представляет собой «смесь жанров», играющий с различными стилями. Она описала его содержание как «упражнение в катарсисе», которое воспроизводится как сборник рассказов о годах становления Свифт.
Кейт Соломон из i написала, что голос Свифт «стал на порядок лучше», а «вокальные партии, которые она добавляет в песни, похожи на то, как будто она наслаждается этим знанием, разминая вновь налившиеся мышцы». Рецензент Under the Radar Энди Фон Пип похвалил Red (Taylor’s Version) за более чёткое исполнение и «более богатые» вокальные партии, чем у Red, не потеряв при этом серьёзности и эмоциональной наполненности его тематики.
Крис Уиллман из Variety назвал альбом «коллекцией песен, в которой нет ни одной неудачной», при этом похвалив новодобавленные треки «из хранилища».
В обзоре The Line of Best Fit Пол Бриджуотер высказал мнение, что Red (Taylor’s Version) «уравновешивает фан-сервис (уважительное внимание к фанатам) вместе с проницательной документацией одного из лучших авторов песен современной поп-музыки в ключевой момент в её карьере», и добавил, что Свифт тщательно курировала расширенный трек-лист, не отклоняясь от первоначальной привлекательности альбома. Критик журнала «Slant» Джонатан Киф заявил, что Red (Taylor’s Version) является свидетельством роста музыкальности Свифт и похвалил инструментальное качество альбома за то, что оно придало его песням «более сильный эмоциональный резонанс».
Назвав Red (Taylor’s Version) «очень полезным прослушиванием (вознаграждением)» как для фанатов, так и для случайных слушателей и «ещё одной выдающейся победой» Свифт после Fearless (Taylor’s Version), Бобби Оливье из Spin высоко оценил вокальное исполнение, качество текстов песен и продюсирование альбома. Мэри Сироки из Consequence сказала, что расширенная запись служит завершением оригинального альбома, позволяя Свифт «закончить рассказ на своих условиях». Выбрав альбом как «Лучшая новая музыка», Оливия Хорн из Pitchfork сказала, что он содержит характерный для Свифт «экстатический, выразительный вокал, терпкий юмор, яркие образы и нежное внимание к нюансам любви и расставаний», и делает артистическое заявление о пересмотре прошлого, «как лестных, так и менее лестных моментов». Спенсер Корнхабер из The Atlantic сказал, что Свифт «продолжает продвигать себя в новые места, удваивая то, что делает её любимой».
Салони Гаджар из The A.V. Club назвала альбом своеобразной машиной времени: «Он показал слушателям, что Red (Taylor’s Version) стал своего рода мощной машиной для путешествий во времени, возвратом к их собственным болезням роста». И добавила: «Второй перезаписанный альбом Тейлор Свифт — это мощное возвращение к её эре Red, но с заметными обновлениями», и то что оригинальная атмосферная версия Red 2012 года «не стареет, а просто теперь получает невероятное обновление».
Мелисса Региери в своём обзоре в USA Today похвалила многогранную музыкальность, сильный вокал, тщательную репликацию и улучшенное качество продюсирования Red (Taylor’s Version), а также в отношении альбома и «интригующее исследование» лирического мастерства Свифт.
Критик издания Sputnikmusic назвал альбом «абсолютным триумфом» за проницательность его музыкального и лирического подхода и раскритиковал свой собственный «незрелый» обзор альбома в 2012 году, подтвердив наблюдения «Свифт о любви и жизни в возрасте двадцати лет были просто потрясающими».
Кайю Петтис из Vinyl Chapters назвала альбом «блистательным», «вызывающим мурашки по коже».
Лаура Шейпс из газеты The Guardian заявила, что голос Свифт в перезаписанном альбоме богаче и более зрелый, но отсутствие резкости «слегка притупляет бешеную, восхитительно мстительную грань, которая подпитывала шумное изображение разбитого сердца в оригинале».

## Признание
Red (Taylor’s Version) получил множество похвал в музыкальной индустрии, например, попадание в списки лучших. На предстоящей церемонии вручения наград Billboard Music Awards, Свифт получила семь номинаций, в том числе номинацию на лучший кантри-альбом Billboard Music Award for Top Country Album за Red (Taylor’s Version); она также претендует на звание Top Artist, Top Female Artist, Top Country Artist, Top Country Female Artist и Top Billboard 200 Artist.
На 50-й церемонии Свифт получила 6 номинаций, включая Лучший кантри-альбом, Лучший женский кантри-исполнитель, Лучший поп/рок-альбом, Лучшее видео, Лучший артист, Лучший женский поп/рок-исполнитель и во всех выиграла, улучшив свой же рекорд до 40 наград, в том числе в 7-й раз в категории Лучший артист года.

### Итоговые списки
| Публикация | Список                     | Ранг | Ссылка |
| ---------- | -------------------------- | ---- | ------ |
| Billboard  | The 50 Best Albums of 2021 | 25   | [ 79 ] |
| Clash      | The 50 Best Albums of 2021 | 12   | [ 80 ] |
| Insider    | The Best Albums of 2021    | 4    | [ 81 ] |
| Metacritic | The 40 Best Albums of 2021 | 2    | [ 82 ] |
| People     | The Top Albums of 2021     | 4    | [ 83 ] |

### Награды и номинации
| Организация             | Год             | Награда                                              | Результат | Ссылка |
| ----------------------- | --------------- | ---------------------------------------------------- | --------- | ------ |
| Guinness World Records  | 2022            | Most Day-one Streams of An Album on Spotify (Female) | Победа    | [ 84 ] |
| NME Awards              | NME Awards 2022 | Best Reissue                                         | Победа    | [ 85 ] |
| Kids Choice Awards      | 2022            | Favorite Album                                       | Номинация | [ 86 ] |
| Billboard Music Awards  | 2022            | Billboard Music Award for Top Country Album          | Победа    | [ 76 ] |
| American Music Awards   | 2022            | Favorite Pop/Rock Album                              | Победа    | [ 77 ] |
| American Music Awards   | 2022            | Favorite Country Album                               | Победа    | [ 77 ] |
| ARIA Music Awards       | 2022            | Best International Artist                            | Номинация | [ 87 ] |
| Gold Derby Music Awards | 2023            | Album of the Year                                    | Номинация | [ 88 ] |
| Gold Derby Music Awards | 2023            | Best Country/Americana Album                         | Победа    | [ 88 ] |
| Juno Awards             | 2023            | International Album of the Year                      | Номинация | [ 89 ] |

## Коммерческий успех
После выпуска Red (Taylor’s Version) побил несколько рекордов стримингового потокового вещания. Он стал самым популярным за день альбомом женщины-исполнителя на Spotify, с более чем 90,8 миллионами стрим-трансляций в день открытия по всему миру, что превзошло предыдущий рекорд в 80,6 миллиона альбома Свифт Folklore (2020). Благодаря столь мощному дебюту альбома Свифт также стала самой популярной по стримингу женщиной, транслируемой за один день — с более чем 122,9 миллионами глобальных стрим-потоков на платформе во всей её дискографии — и первой женщиной в истории Spotify, которая собрала 100 миллионов потоков в течение одного дня.

### США
В США за первые 5 дней релиза Red (Taylor’s Version) было продано более 500,000 альбомных эквивалентных единиц, включая 325,000 продаж альбома, что стало крупнейшим показателем продаж за неделю за весь 2021 года на то время, превысив результаты её же альбома Evermore (2020). Из этих продаж 105000 экз пришлось на виниловые пластинки, что стало рекордом недельных продаж для этого формата за всю историю подсчётов службой MRC data (ранее удерживаемый тем же Evermore). Одновременно Свифт входит в тройку крупнейших недель продаж альбомов в 2021 году с Red (Taylor’s Version), Evermore и Fearless (Taylor’s Version).
27 ноября 2021 года альбом дебютировал на первом месте Billboard 200, став 10-м чарттоппером Свифт и это второй в истории женский результат после Барбры Стрейзанд (11) и больше чем у идущей третьей Мадонны(9); среди всех лидируют у групп The Beatles (19), а среди всех солистов Jay-Z (14). Тираж составил 605 тыс. эквивалентных единиц, включая 369 тыс. традиционных копий альбома (CD, digital download, и 114000 тыс. это виниловые LP всего альбома, что есть абсолютный рекорд в истории MRC Data с 1991 года), 227 тыс. стрим-потоков SEA (что равно 303,23 млн on-demand стримов его песен, то есть аудио- плюс видеопотоки всех 30 треков), 9000 трековых единиц TEA (покупки цифровые треков).
26 треков альбома сразу дебютировали в Billboard Hot 100, поставив рекорд по наибольшему числу одновременных дебютов в Hot 100 в одну неделю, и по суммарному числу хитов в Hot 100 среди женщин, оба из которых ранее принадлежали самой Свифт после выхода альбома Lover (2019). Больше в одну неделю было только у Дрейка в 2018 году: 27 хитов (но из них только 22 дебюта). Общее число хитов певицы в сотне лучших Hot 100 достигло 164, увеличив её же рекорд среди женщин. Четыре из этих треков вошли в top 40 (Hot 100), увеличив показатель Свифт в top-40 до 85, что стало третьим результатом в истории, превысив показатель Элвиса Пресли. Сингл «All Too Well (Taylor’s Version)» дебютировал на первом месте в США, став 8-м чарттоппером певицы. Свифт стала первым артистом в истории, дебютировавшим на первых местах Billboard 200 и Hot 100 одновременно в третий раз. Ранее она получала такой же «золотой дубль» с релизами «Cardigan» и Folklore в августе 2020 года и «Willow» и Evermore в декабре 2020 года.
Альбом также возглавил кантри-чарт Top Country Albums, став его седьмым лидером для Свифт и оставаясь на вершине 7 недель. Это позволило Свифт побить рекорд Шанайи Твейн (97) по общему количеству недель на первом месте всех альбомов и доведя его до 98 недель на № 1. Red (Taylor’s Version) стал вторым бестселлером 2021 года, вместе с Fearless (Taylor’s Version), Evermore и Folklore войдя в десятку самых продаваемых альбомов года.

### Другие страны
В Канаде Red (Taylor’s Version) дебютировал на первом месте в национальном хит-параде Billboard Canadian Albums, став десятым подряд чарттоппером Свифт в этой стране. Все его треки также одновременно дебютировали в чарте Canadian Hot 100, включая «All Too Well (Taylor’s Version)» на первом месте и «State of Grace (Taylor’s Version)» на девятом, и ещё девять треков в top 40. Red (Taylor’s Version) стал самым продаваемым кантри-диском (бестселлером) в Канаде среди женщин в 2021 году. В целом, это был пятый бестселлер во всех жанрах и один из 10 самых продаваемых цифровых альбомов, компакт-дисков и виниловых альбомов.
В Великобритании альбом дебютировал на первом месте UK Albums Chart с тиражом более 72,000 копий в первую неделю (в 2012 году у оригинального издания тираж был 62,000 копий в дебютную неделю). Альбом стал 8-м подряд номером один в карьере Свифт, что сравняло её с Kylie Minogue на втором месте среди женщин в Великобритании, уступая только Мадонне (12). Red (Taylor’s Version) достиг наивысших показателей продаж первой недели для женщин в 2021 году, затмив Sour Оливии Родриго, который дебютировал с тиражом 51,000 копий чистых продаж.
В Австралии Свифт сделала «золотой дубль», возглавив чарты ARIA Singles и Albums одновременно в одну неделю; Red (Taylor’s Version) стал девятым номером один в альбомном чарте, а «All Too Well (Taylor’s Version)» дебютировал на первом месте, став восьмым чарттоппером Свифт в Австралии. Это был четвёртый случай, когда Свифт получила «золотой дубль» в чартах Австралии после 1989 и «Blank Space» в 2014 году, Folklore и «Cardigan» в августе 2020 года, и Evermore и «Willow» в декабре 2020 года. Свифт стал первым артистом в истории ARIA Charts, у которого за два года было четыре альбома номер один. Кроме того, она сравнялась с Эминемом по числу чарттопперов подряд в чарте альбомов ARIA Albums Chart, по девять у каждого. Одиннадцать треков с Red (Taylor’s Version) попали в чарт ARIA Singles Chart в одну неделю.

## Влияние
The Wall Street Journal заявил, что Red (Taylor’s Version) «меняет музыкальную индустрию», подчеркнув, как перезаписанные песни превосходят свои оригинальные аналоги в потоковых сервисах, становятся вирусными на Tiktok и заключают «прибыльные» лицензионные сделки для использования в кинофильмах. Газета сообщила, что коммерческий и критический успех предприятия Свифт по перезаписи заставил Universal Music Group, её собственный лейбл, удвоить количество времени, которое ограничивает артистов от перезаписи своих произведений, что привело к «сдвигу динамики власти в музыкальный бизнес». Другие изменения Universal включают увеличение лицензионных платежей артистам и большую прозрачность в том, как они рассчитываются. Журнал Variety назвал Свифт «Queen of Stream» («Королевой потока») за установление нескольких потоковых рекордов благодаря изданию Red (Taylor’s Version). Rolling Stone выразил мнение, что «это не маленький подвиг», когда переизданный альбом получает песню номер один, и сказал, что делюксовые или специальные издания альбомов часто являются «диковинкой», но Red (Taylor’s Version) бросил вызов этой норме и развил оригинальный альбом, а не попытался заменить его.
Различные бренды и компании использовали свои аккаунты в социальных сетях, чтобы поддержать альбом; некоторые из них добавили слова «(Taylor’s Version)» к своим именам в Twitter в течение недели релиза. Производитель фитнес-оборудования Peloton объявил, что песни альбома будут использованы в их занятиях по запросу, таких как велоспорт, бег и йога, по многочисленным просьбам заказчиков. Журнал Paper написал, что влияние Свифт «ощущалось во всех социальных сетях», а бренды «воспользовались её импульсом». Журнал Inc. отметил, что компании использовали культурную значимость альбома.
Косметическая компания Cosmetify сообщила, что после выхода альбома поисковые запросы Google по запросу «красная помада» увеличились на 669 процентов.
Издания назвали выход Red (Taylor’s Version), «All Too Well (10 Minute Version)», сопутствующего короткометражного фильма и всю затею перезаписи Свифт в совокупности одним из крупнейших ньюсмейкеров и моментов поп-культуры 2021 года. Vogue назвал его «мультимедийным, доминирующим в новостном цикле релизом» и заявил, что «никто не выпускает (и не переиздает!) альбом так, как Свифт». Национальная академия искусства и науки звукозаписи назвала Red (Taylor’s Version) поп-феноменом, определившим 2021 год. Журналисты изданий Ms. и Slate заявили, что Red (Taylor’s Version) — это свидетельство наследия Red, подчеркнув, что некоторые критики в 2012 году называли Red некачественным альбомом, ссылаясь на его «гиперэмоциональность и навязчивый романтизм», но в итоге увидели в нем «мастер-класс в написании поп-песен и поэзию, опередившую свое время». «Ms.» написала, что сексистская критика того периода принизила её артистизм; «Slate» заявила, что СМИ не сочувствовали Свифт, изображая её «помешанной на мальчиках, мстительной бывшей» и неспособной оценить Red без предубеждений. Billboard назвал Свифт «величайшей поп-звездой 2021 года» за её «несомненный» успех в том году. Rolling Stone сообщил, что она является самой высокооплачиваемой женщиной-музыкантом 2021 года.

## Список композиций
Свифт опубликовала официальный трек-лист альбома 6 августа 2021 года.
Все треки имеют субтитры «Taylor’s Version», а треки 22—30 дополнительно снабжены субтитрами «from the Vault».
| №                   | Название                                                   | Автор(ы)                         | Продюсеры                        | Длительность |
| ------------------- | ---------------------------------------------------------- | -------------------------------- | -------------------------------- | ------------ |
| 1.                  | «State of Grace»                                           | Тейлор Свифт                     | Кристофер Роу Свифт              | 4:55         |
| 2.                  | «Red»                                                      | Свифт                            | Роу Свифт                        | 3:43         |
| 3.                  | «Treacherous»                                              | Свифт Дэн Уилсон                 | Уилсон                           | 4:02         |
| 4.                  | «I Knew You Were Trouble»                                  | Свифт Макс Мартин Shellback      | Роу Shellback Свифт              | 3:39         |
| 5.                  | «All Too Well»                                             | Свифт Лиз Роуз                   | Роу Свифт                        | 5:29         |
| 6.                  | «22»                                                       | Свифт Мартин Shellback           | Роу Shellback Свифт              | 3:50         |
| 7.                  | «I Almost Do»                                              | Свифт                            | Роу Свифт                        | 4:04         |
| 8.                  | «We Are Never Ever Getting Back Together»                  | Свифт Мартин Shellback           | Роу Shellback Свифт              | 3:13         |
| 9.                  | «Stay Stay Stay»                                           | Свифт                            | Роу Свифт                        | 3:25         |
| 10.                 | «The Last Time» (при участии Гэри Лайтбоди из Snow Patrol) | Свифт Лайтбоди Джекнайф Ли       | Ли                               | 4:59         |
| 11.                 | «Holy Ground»                                              | Свифт                            | Jeff Bhasker                     | 3:22         |
| 12.                 | «Sad Beautiful Tragic»                                     | Свифт                            | Роу Paul Mirkovich Свифт         | 4:44         |
| 13.                 | «The Lucky One»                                            | Свифт                            | Bhasker                          | 4:00         |
| 14.                 | «Everything Has Changed» (при участии Эда Ширана)          | Свифт Ширан                      | Butch Walker                     | 4:05         |
| 15.                 | «Starlight»                                                | Свифт                            | Роу Mirkovich Свифт              | 3:40         |
| 16.                 | «Begin Again»                                              | Свифт                            | Роу Свифт                        | 3:58         |
| 17.                 | «The Moment I Knew»                                        | Свифт                            | Роу Mirkovich Свифт              | 4:45         |
| 18.                 | «Come Back... Be Here»                                     | Свифт Уилсон                     | Уилсон                           | 3:43         |
| 19.                 | «Girl at Home»                                             | Свифт                            | Elvira Anderfjärd                | 3:40         |
| 20.                 | «State of Grace» (акустическая версия)                     | Свифт                            | Роу Свифт                        | 5:21         |
| 21.                 | «Ronan»                                                    | Свифт Maya Thompson [ 36 ]       | Роу Свифт                        | 4:24         |
| 22.                 | «Better Man»                                               | Свифт                            | Аарон Десснер Свифт              | 4:57         |
| 23.                 | «Nothing New» (при участии Фиби Бриджерс)                  | Свифт                            | Десснер Свифт                    | 4:18         |
| 24.                 | «Babe»                                                     | Свифт Патрик Монахэн             | Джек Антонофф Свифт              | 3:44         |
| 25.                 | «Message in a Bottle»                                      | Свифт Мартин Shellback           | Shellback Anderfjärd             | 3:45         |
| 26.                 | «I Bet You Think About Me» (при участии Криса Стэплтона)   | Свифт Лори Маккенна [ 120 ]      | Десснер Свифт                    | 4:45         |
| 27.                 | «Forever Winter»                                           | Свифт Mark Foster                | Антонофф Свифт                   | 4:23         |
| 28.                 | «Run» (при участии Эда Ширана)                             | Свифт Ширан [ 39 ]               | Десснер Свифт                    | 4:00         |
| 29.                 | «The Very First Night»                                     | Свифт Amund Bjørklund Espen Lind | Espionage Tim Blacksmith Danny D | 3:20         |
| 30.                 | «All Too Well» (10-минутная версия)                        | Свифт Роуз                       | Антонофф Свифт                   | 10:13        |
| Общая длительность: | Общая длительность:                                        | Общая длительность:              | Общая длительность:              | 130:26       |

| №                   | Название                | Автор(ы)            | Длительность |
| ------------------- | ----------------------- | ------------------- | ------------ |
| 31.                 | «A Message from Taylor» | Свифт               | 0:25         |
| Общая длительность: | Общая длительность:     | Общая длительность: | 130:51       |

## Участники записи
По данным сервиса Tidal.

### Музыканты
- Тейлор Свифт — вокал (все треки), бэк-вокал (1-4, 6-9, 11-15, 17, 18)
- Амос Хеллер — бас-гитара (1, 2, 4-9, 16, 20), синтезаторный бас (5, 6, 8), хлопки в ладоши (9)
- Мэтт Биллингсли — барабаны, перкуссия (1, 2, 4-9, 16, 20, 21); вибрафон (1), программирование ударных (4, 6, 8), хлопки (9)
- Макс Бернштейн — электрогитара (1, 2, 4, 9), синтезатор (4-6, 8, 9, 16, 20), акустическая гитара (7), слайд-гитара (16)
- Майк Медоуз — электрогитара (1), синтезатор (1, 2, 4, 6, 8), орган Hammond B3 (2, 16), акустическая гитара (4-9, 11, 13, 16, 20), бэк-вокал (5, 9), хлопки (9), мандолина (9, 16), фортепиано (21)
- Пол Сидоти — электрогитара (1, 2, 4-6, 8, 9, 16, 21), акустическая гитара (7), фортепиано (20)
- Джонатан Юдкин — струнные (1, 2, 17), бузуки (2), скрипка (16)
- Дэвид Кук — фортепиано (2, 5, 16)
- Дэн Уилсон — бас, гитара (3, 18); бэк-вокал (3)
- Аарон Стерлинг — ударные, перкуссия, программирование (3, 18)
- Энди Томпсон — электрогитара (3), клавишные (3, 18), бас, дирижер, синтезаторный бас (18)
- Сара Малфорд — фортепиано (3, 18), синтезатор (18)
- Дэн Бернс — программирование (4, 6, 8)
- Джекниф Ли — бас, гитара, клавишные, фортепиано (10)
- Давиде Росси — струнная аранжировка, виолончель, альт, скрипка (10)
- Мэтт Бишоп — ударные (10)
- Гэри Лайтбоди (Snow Patrol) — вокал, гитара (10); бэк-вокал (14)
- Оуэн Паллетт — аранжировка струн (10)
- Бебель Мацумия — бэк-вокал (11, 13)
- Джефф Бхаскер — бэк-вокал, синтезатор (11, 13)
- Ян Голд — программирование ударных (11, 13)
- Андерс Моуридсен — электрогитара (11, 13)
- Александр Саша Кривцов (экс-Земляне)— акустическая бас-гитара (12, 17), электробас (15)
- Джастин Деррико — акустическая гитара (12, 15, 17), бузуки, электрогитара (15); гавайская гитара (17)
- Нейт Мортон — ударные (12, 15, 17), программирование ударных (15)
- Павел Миркович — фортепиано, синтезатор (12, 15, 17); синтезаторный бас (12, 17), программирование ударных (15, 17)
- Эд Ширан — вокал, акустическая гитара (14, 28); бэк-вокал (14)
- Бутч Уокер — бэк-вокал, бас, ударные, гитара, клавишные, перкуссия (14)
- Пит Амато — программирование ударных (15)
- Чарли Джадж — аккордеон (16)
- Кейтлин Эвансон — бэк-вокал (16, 22)
- Лиз Хютт — бэк-вокал (17, 22)
- Дэн Лоунн — виолончель (18)
- Кирстен Уитсон — виолончель (18)
- Рут Маршалл — виолончель (18)
- Чарли Блок — контрабас (18)
- Дэвид Кэмпбелл — аранжировка струнных (18)
- Сэм Бергман — альт (18)
- Валери Литтл — альт (18)
- Эллисон Острандер — скрипка (18)
- Конор О’Брайен — скрипка (18)
- Эрика Хогевен — скрипка (18)
- Фелисити Джеймс — скрипка (18)
- Хульда Найлс — скрипка (18)
- Кейт Беннетт — скрипка (18)
- Мэри Элис Хаттон — скрипка (18)
- Наталья Моисеева — скрипка (18)
- Нацуки Кумагай — скрипка (18)
- Трой Гарднер — скрипка (18)
- Эльвира Андерфьярд — бэк-вокал, бас, ударные, клавишные, программирование (19, 25)
- Аарон Десснер — акустическая гитара, бас-гитара, электрогитара, клавишные, фортепиано (22, 23, 26); синтезатор (22, 23, 28), программирование ударных (22, 28)
- Джош Кауфман — электрогитара (22, 26, 28), слайд-гитара (22, 26), акустическая гитара, мандолина (22); губная гармоника (26)
- Лондонский современный оркестр — оркестр (22, 26, 28)
  - Руководитель оркестра — Галя Бисенгалиева
  - Дирижер — Роберт Эймс
  - Виолончель — Джонни Байерс, Макс Руизи, Оливер Коутс
  - Контрабас — Дэйв Браун
  - Альт — Клифтон Харрисон, Мэтью Кеттл, Стефани Эдмундсон, Зои Мэтьюз
  - Скрипка — Анна Овсяникова, Анна де Брюин, Антония Кесель, Чарис Дженсон, Шарлотта Рид, Элоиза-Флер Торн, Галя Бисенгалиева, Гай Баттон, Натали Клоуда, Николь Креспо О’Донохью, Николь Стоукс, Зара Беньюнес
- Джеймс Кривчения — барабаны, перкуссия (22, 26, 28)
- Кларис Йенсен — виолончель (23)
- Юки Нумата Резник — скрипка (23)
- Фиби Бриджерс — вокал (23)
- Джек Антонофф — акустическая гитара, бас, электрогитара, клавишные (24, 27, 30), меллотрон, перкуссия, программирование (24, 27, 30); барабаны (24, 27), 12-струнная акустическая гитара (27), слайд-гитара (30)
- Майки Фридом Харт — акустическая гитара (24), челеста, Hammond B3 (24, 30); электрогитара, слайд-гитара, синтезатор (24, 27); бас, педальная слайд-гитара (27); баритон-гитара, орган (30), фортепиано, орган Вурлитцера (30)
- Шон Хатчинсон — барабаны, перкуссия (24, 27, 30)
- Эван Смит — флейта, саксофон (24, 27, 30); синтезатор (30)
- Майкл Риддлбергер — ударные (24, 27, 30)
- Коул Камен-Грин — труба (24, 27)
- Shellback — гитара, клавишные, программирование (25)
- Крис Стэплтон — вокал (26)
- Марк Фостер (Foster the People) — бэк-вокал (27)
- Томас Бартлетт — клавишные, синтезатор (28)
- Эспен Линд — бас (29)
- Фредди Холм — добро, гитара, клавишные (29)
- Торстейн Лофтус — ударные (29)
- Амунд Бьёрклунд — клавишные (29)
- Бобби Хок — струнные (30)

### Технический персонал
- Рэнди Меррилл — мастеринг
- Сербан Генеа — сведение (1-21, 24, 25, 27, 29, 30)
- Джонатан Лоу — сведение, запись (22, 23, 25, 28, 30); звукоинженер (23, 28)
- Брайс Бордон — звукоинженер микширования (1-9, 11-21, 24, 25, 27), помощь при смешивании (10, 29)
- Дерек Гартен — звукоинженер, монтаж (1, 2, 4-7, 9, 12, 15-17, 20, 21); запись вокала (22)
- Джон Хейнс — звукоинженер (10, 29)
- Ян Голд — звукоинженер (11, 13)
- Аарон Десснер — звукоинженер (23, 28), запись (22, 23)
- Белла Бласко — звукоинженер, запись (23, 28)
- Уилл Маклеллан — звукоинженер (23, 28)
- Коул Камен-Грин — звукоинженер (24, 27)
- Дэвид Харт — звукоинженер (24, 27, 30)
- Эван Смит — звукоинженер (24, 27, 30)
- Джек Антонофф — звукоинженер, запись (24, 27, 30)
- Джон Руни — звукоинженер (24, 27, 30)
- Лаура Сиск — звукоинженер, запись (24, 27, 30)
- Майкл Риддлбергер — звукоинженер (24, 27, 30)
- Майки Фридом Харт — звукоинженер (24, 27, 30)
- Шон Хатчинсон — звукоинженер (24, 27, 30)
- Джон Готье — звукоинженер (30)
- Дэвид Пейн — запись (1, 2, 5, 7, 16, 20, 21)
- Аарон Стерлинг — запись (3, 18)
- Энди Томпсон — запись (3, 18)
- Джон Марк Нельсон — запись (3, 18)
- Сара Малфорд — запись (3, 18)
- Джекниф Ли — запись (10)
- Мэтт Бишоп — запись, монтаж (10)
- Трэвис Ференс — запись, дополнительная звукозапись (12, 15, 17); редактирование (15)
- Бутч Уокер — запись (14)
- Джастин Деррико — запись (15), дополнительная звукозапись (12, 15, 17)
- Майлз Хэнсон — запись (18)
- Эльвира Андерфьярд — запись (19)
- Джереми Мерфи — запись (22, 28)
- Эспен Линд — запись (29)
- Майк Хартунг — запись (29)
- Кристофер Роу — запись вокала
- Сэм Холланд — запись вокала (4, 8)
- Роберт Селленс — запись вокала (14, 28)
- Тони Берг — продюсер по вокалу (23)
- Остин Браун — редактирование, помощник звукоинженера (1, 2, 5, 7, 9, 16, 20, 21)
- Дэн Бернс — дополнительная звукозапись (1, 2, 4, 5, 7-9, 16, 20, 21)
- Павел Миркович — дополнительная звукозапись (12, 15, 17)
- Пит Амато — дополнительная звукозапись (15)
- Даниэль Фикка — дополнительная звукозапись (18)
- Джош Кауфман — дополнительная звукозапись (26)
- Джефф Фицпатрик — помощник звукоинженера (17)
- Джон Шер — помощник звукоинженера (24, 27, 30)
- Лорен Маркес — помощник звукоинженера (24, 27, 30)
- Майкл Фэйи — помощник звукоинженера (26)

## Чарты
| Чарт (2021—2022)                    | Высшая позиция |
| ----------------------------------- | -------------- |
| Аргентина (CAPIF)                   | 1              |
| Австралия (ARIA)                    | 1              |
| Бельгия/Фландрия (Ultratop)         | 3              |
| Бельгия/Валлония (Ultratop)         | 5              |
| Канада (Canadian Albums Chart)      | 1              |
| Чехия (ČNS IFPI)                    | 32             |
| Дания (Hitlisten)                   | 3              |
| Нидерланды (Album Top 100)          | 3              |
| Германия (Offizielle Top 100)       | 8              |
| Финляндия (Suomen virallinen lista) | 6              |
| Франция (SNEP)                      | 10             |
| Венгрия (MAHASZ)                    | 27             |
| Исландия (Plötutíðindi)             | 4              |
| Ирландия (Irish Albums Chart)       | 1              |
| Италия (FIMI)                       | 8              |
| Япония (Oricon)                     | 15             |
| Япония (Billboard Japan)            | 16             |
| Литва (AGATA)                       | 4              |
| Новая Зеландия (RMNZ)               | 1              |
| Норвегия (VG-lista)                 | 1              |
| Португалия (AFP)                    | 4              |
| Шотландия (Scottish Albums Chart)   | 1              |
| Швеция (Sverigetopplistan)          | 8              |
| Швейцария (Schweizer Hitparade)     | 7              |
| Великобритания (UK Albums Chart)    | 1              |
| США (Billboard 200)                 | 1              |
| США (Billboard Top Country Albums)  | 1              |

| Чарт (2021)                     | Позиция |
| ------------------------------- | ------- |
| Австралия (ARIA)                | 19      |
| Бельгия (Ultratop Flanders)     | 96      |
| Нидерланды (Album Top 100)      | 75      |
| Ирландия (IRMA)                 | 37      |
| Новая Зеландия (RMNZ)           | 39      |
| Испания (PROMUSICAE)            | 75      |
| Великобритания (UK Albums, OCC) | 32      |

| Чарт (2022)                     | Позиция |
| ------------------------------- | ------- |
| Австралия (ARIA)                | 23      |
| Бельгия (Ultratop Flanders)     | 56      |
| Канада (Billboard)              | 5       |
| Новая Зеландия (RMNZ)           | 26      |
| Португалия (AFP)                | 24      |
| Испания (PROMUSICAE)            | 58      |
| Великобритания (UK Albums, OCC) | 52      |
| США (Billboard 200)             | 5       |
| США (Top Country Albums)        | 2       |

| Чарт (2023)                         | Позиция |
| ----------------------------------- | ------- |
| Австралия (ARIA)                    | 29      |
| Бельгия (Ultratop Flanders)         | 55      |
| Канада (Billboard)                  | 26      |
| Нидерланды (Album Top 100)          | 67      |
| Новая Зеландия (RMNZ)               | 49      |
| Испания (PROMUSICAE)                | 62      |
| Великобритания (UK Albums, OCC)     | 51      |
| США (Billboard 200)                 | 17      |
| США (Top Country Albums, Billboard) | 5       |

## Сертификации
| Регион                                                                      | Сертификация  | Продажи |
| --------------------------------------------------------------------------- | ------------- | ------- |
| Австралия (ARIA)                                                            | Платиновый    | 70 000  |
| Дания (IFPI Danmark)                                                        | Золотой       | 10 000  |
| Франция (SNEP)                                                              | Золотой       | 50 000  |
| Италия (FIMI)                                                               | Золотой       | 25 000  |
| Новая Зеландия (RMNZ)                                                       | 2× Платиновый | 30 000  |
| Польша (ZPAV)                                                               | Золотой       | 10 000  |
| Испания (PROMUSICAE)                                                        | Золотой       | 20 000  |
| Великобритания (BPI)                                                        | Платиновый    | 300 000 |
| Данные о продажах + прослушиваниях приведены только на основе сертификации. |               |         |

## История выхода
| Регион   | Дата            | Версия                            | Формат                              | Лейбл                  | Ссылка  |
| -------- | --------------- | --------------------------------- | ----------------------------------- | ---------------------- | ------- |
| Мир      | 12 ноября 2021  | Стандартная                       | CD цифровые загрузки стриминг винил | Republic               | [ 182 ] |
| Япония   | 13 ноября 2021  | Делюксовая                        | CD                                  | Universal Music Japan  | [ 183 ] |
| Бразилия | 31 декабря 2021 | Стандартная                       | CD                                  | Universal Music Brasil | [ 184 ] |
| Мир      | 13 января 2022  | Could You Be the One Chapter      | стриминг                            | Republic               | [ 50 ]  |
| Мир      | 18 января 2022  | She Wrote a Song About Me Chapter | стриминг                            | Republic               | [ 51 ]  |
| Мир      | 19 января 2022  | The Slow Motion Chapter           | стриминг                            | Republic               | [ 185 ] |